# Eliminatórias da Copa do Mundo FIFA de 1950
Um total de 34 times se inscreveram para as Eliminatórias da Copa do Mundo FIFA de 1950, competindo por um total de 16 vagas na fase final. O  Brasil, como país-sede, e a  Itália, como defensores do título, se classificaram automaticamente, deixando 14 vagas em disputa.
As 32 equipes restantes foram divididas em 10 grupos, baseados em considerações geográficas:
- Grupos 1 a 6 - Europa: 7 vagas, disputadas por 18 times (incluindo Israel e Síria).
- Grupos 7 e 8 - América do Sul: 4 vagas, disputadas por 7 times.
- Grupo 9 - América do Norte, América Central e Caribe: 2 vagas, disputadas por 3 times.
- Grupo 10 - Ásia: 1 vaga, disputada por 4 times.

Porém, devido às desistências de  Escócia,  Turquia e  Índia após a classificação, apenas 13 times efetivamente tomaram parte na fase final.
Um total de 19 times jogaram pelo menos uma partida eliminatória. Um total de 26 partidas eliminatórias foram disputadas, e 121 gols foram marcados (uma média de 4,65 por partida).
Listados abaixo estão as datas e resultados das eliminatórias.

## Grupos
Os 10 grupos tinham diferentes regras:
- O Grupo 1 tinha 4 equipes que se enfrentariam em turno único. Campeão e vice se classificariam.
- Os Grupos 2, 3 e 4 tinham 3 times cada. A equipe mais forte do grupo era cabeça-de-chave. A disputa se dava em duas fases:
  - Primeira fase: O cabeça-de-chave se classificava direto para fase final. Os dois times restantes se enfrentariam em ida e volta. O vencedor avançaria à fase final.
  - Fase Final: O cabeça-de-chave enfrenta o vencedor da primeira rodada em ida e volta. O vencedor de classifica.
- O Grupo 5 tinha 3 times que se enfrentariam em ida e volta. O vencedor se classificaria.
- O Grupo 6 tinha 2 times que se enfrentariam em ida e volta. O vencedor se classificaria.
- O Grupo 7 tinha 3 times. Campeão e vice se classificariam.
- O Grupo 8 tinha 4 times. Campeão e vice se classificariam.
- O Grupo 9 tinha 3 times que se enfrentariam em dois turnos. Campeão e vice se classificariam.
- O Grupo 10 tinha 4 times. O Campeão se classificaria.

### Grupo 1
Os jogos desse grupo também valeram pelo British Home Championship de 1950.
| 1 de outubro 1949 | Irlanda | 0–2 | Escócia | Belfast |
|                   |         |     |         |         |

| 15 de outubro 1949 | País de Gales | 1–4 | Inglaterra | Cardiff |
|                    |               |     |            |         |

| 9 de novembro 1949 | Escócia | 2–0 | País de Gales | Glasgow |
|                    |         |     |               |         |

| 16 de novembro 1949 | Inglaterra | 9–2 | Irlanda | Manchester |
|                     |            |     |         |            |

| 8 de março 1950 | País de Gales | 0–0 | Irlanda | Wrexham |
|                 |               |     |         |         |

| 15 de abril 1949 | Escócia | 0–1 | Inglaterra | Glasgow |
|                  |         |     |            |         |

| Pos. | Time          | Pts | J | V | E | D | GP | GC |
| ---- | ------------- | --- | - | - | - | - | -- | -- |
| 1    | Inglaterra    | 6   | 3 | 3 | 0 | 0 | 14 | 3  |
| 2    | Escócia       | 4   | 3 | 2 | 0 | 1 | 10 | 3  |
| 3    | Irlanda       | 1   | 3 | 0 | 1 | 2 | 4  | 17 |
| 4    | País de Gales | 1   | 3 | 0 | 1 | 2 | 1  | 6  |

- Classificada: Inglaterra

A Escócia também se classificou, mas desistiu pois anteriormente haviam decidido somente participar da Copa se terminassem em primeiro no grupo. A FIFA ofereceu a vaga à  França, segundo lugar no Grupo 3. Os franceses inicialmente aceitaram, mas depois declinaram. A FIFA decidiu não convidar mais ninguém, deixando a Copa do Mundo com um time a menos.

### Grupo 2

#### Primeira fase
| 20 de novembro 1949 | Turquia | 7–0 | Síria | Ankara |
|                     |         |     |       |        |

A Síria desistiu, e a partida de volta não foi disputada.
A Turquia avança à fase final.

#### Fase final
A  Áustria desistiu, então a  Turquia se classificou automaticamente. Mas depois a Turquia também desistiu, e a FIFA ofereceu um lugar a  Portugal, segundo lugar do Grupo 6, mas estes declinaram. A FIFA decidiu não convidar mais ninguém, deixando a Copa do Mundo com dois times a menos.

### Grupo 3

#### Primeira fase
| 21 de agosto 1949 | Iugoslávia | 6–0 | Israel | Belgrado |
|                   |            |     |        |          |

| 18 de setembro 1949 | Israel | 2–5 | Iugoslávia | Tel Aviv |
|                     |        |     |            |          |

| Pos. | Time       | Pts | J | V | E | D | GP | GC |
| ---- | ---------- | --- | - | - | - | - | -- | -- |
| 1    | Iugoslávia | 4   | 2 | 2 | 0 | 0 | 11 | 2  |
| 2    | Israel     | 0   | 2 | 0 | 0 | 2 | 2  | 11 |

A Iugoslávia avança à fase final.

#### Fase final
| 9 de outubro 1949 | Iugoslávia | 1–1 | França | Belgrado |
|                   |            |     |        |          |

| 30 de agosto 1949 | França | 1–1 | Iugoslávia | Paris |
|                   |        |     |            |       |

| Pos. | Time       | Pts | J | V | E | D | GP | GC |
| ---- | ---------- | --- | - | - | - | - | -- | -- |
| 1=   | França     | 2   | 2 | 0 | 2 | 0 | 2  | 2  |
| 1=   | Iugoslávia | 2   | 2 | 0 | 2 | 0 | 2  | 2  |

França e Iugoslávia terminaram rigorosamente empatados, então um jogo desempate em campo neutro foi marcado para decidir a vaga.
| 11 de dezembro 1949 | Iugoslávia | 3–2 (Após TE) | França | Florença |
|                     |            |               |        |          |

- Classificada: Iugoslávia

### Grupo 4

#### Primeira fase
| 26 de junho 1949 | Suíça | 5–2 | Luxemburgo | Zurique |
|                  |       |     |            |         |

| 18 de setembro 1949 | Luxemburgo | 2–3 | Suíça | Luxemburgo |
|                     |            |     |       |            |

| Pos. | Time       | Pts | J | V | E | D | GP | GC |
| ---- | ---------- | --- | - | - | - | - | -- | -- |
| 1    | Suíça      | 04  | 2 | 2 | 0 | 0 | 8  | 4  |
| 2    | Luxemburgo | 00  | 2 | 0 | 0 | 2 | 4  | 8  |

A Suíça avança à fase final.

#### Fase final
A  Bélgica desistiu, então a  Suíça se classificou automaticamente.

### Grupo 5
| 2 de junho 1949 | Suécia | 3–1 | Irlanda (FAI) | Estocolmo |
|                 |        |     |               |           |

| 8 de setembro 1949 | Irlanda (FAI) | 3–0 | Finlândia | Dublin |
|                    |               |     |           |        |

| 9 de outubro 1949 | Finlândia | 1–1 | Irlanda (FAI) | Helsinque |
|                   |           |     |               |           |

| 13 de novembro 1949 | Irlanda (FAI) | 1–3 | Suécia | Dublin |
|                     |               |     |        |        |

A Finlândia desistiu, com isso as partidas remanescentes foram canceladas.
| Pos. | Time          | Pts | J | V | E | D | GP | GC |
| ---- | ------------- | --- | - | - | - | - | -- | -- |
| 1    | Suécia        | 4   | 2 | 2 | 0 | 0 | 6  | 2  |
| 2    | Irlanda (FAI) | 3   | 4 | 1 | 1 | 2 | 6  | 7  |
| 3    | Finlândia     | 1   | 2 | 0 | 1 | 1 | 1  | 4  |

- Classificada: Suécia

### Grupo 6
| 2 de abril 1950 | Espanha | 5–1 | Portugal | Madrid |
|                 |         |     |          |        |

| 9 de abril 1950 | Portugal | 2–2 | Espanha | Lisboa |
|                 |          |     |         |        |

| Pos. | Time     | Pts | J | V | E | D | GP | GC |
| ---- | -------- | --- | - | - | - | - | -- | -- |
| 1    | Espanha  | 3   | 2 | 1 | 1 | 0 | 7  | 3  |
| 2    | Portugal | 1   | 2 | 0 | 1 | 1 | 3  | 7  |

- Classificada: Espanha

### Grupo 7
A  Argentina desistiu, então  Chile e  Bolívia se classificaram automaticamente.

### Grupo 8
Peru e  Equador desistiram, então  Uruguai e  Paraguai se classificaram automaticamente.

### Grupo 9
| 4 de setembro 1949 | México | 6–0 | Estados Unidos | Cidade do México |
|                    |        |     |                |                  |

| 11 de setembro 1949 | México | 2–0 | Cuba | Cidade do México |
|                     |        |     |      |                  |

| 14 de setembro 1949 | Cuba | 1–1 | Estados Unidos | Cidade do México |
|                     |      |     |                |                  |

| 18 de setembro 1949 | México | 6–2 | Estados Unidos | Cidade do México |
|                     |        |     |                |                  |

| 21 de setembro 1949 | Estados Unidos | 5–2 | Cuba | Cidade do México |
|                     |                |     |      |                  |

| 25 de setembro 1949 | México | 3–0 | Cuba | Cidade do México |
|                     |        |     |      |                  |

| Pos. | Time           | Pts | J | V | E | D | GP | GC |
| ---- | -------------- | --- | - | - | - | - | -- | -- |
| 1    | México         | 8   | 4 | 4 | 0 | 0 | 17 | 2  |
| 2    | Estados Unidos | 3   | 4 | 1 | 1 | 2 | 8  | 15 |
| 3    | Cuba           | 1   | 4 | 0 | 1 | 3 | 3  | 11 |

- Classificados:  México e  Estados Unidos.

### Grupo 10
Burma,  Filipinas e  Indonésia desistiram, então a  Índia classificou-se automaticamente. Porém a Índia depois também desistiu posteriormente.

## Equipes classificadas
| Time           | Participação | Part. Consecutiva | Última Aparição |
| -------------- | ------------ | ----------------- | --------------- |
| Bolívia        | 2ª           | 1                 | 1930            |
| Brasil (s)     | 4ª           | 4                 | 1938            |
| Chile          | 2ª           | 1                 | 1930            |
| Espanha        | 2ª           | 1                 | 1934            |
| Estados Unidos | 3ª           | 1                 | 1938            |
| Inglaterra     | 1ª           | 1                 | -               |
| Itália (c)     | 3ª           | 3                 | 1938            |
| Iugoslávia     | 2ª           | 1                 | 1930            |
| México         | 2ª           | 1                 | 1930            |
| Paraguai       | 2ª           | 1                 | 1930            |
| Suécia         | 3ª           | 3                 | 1938            |
| Suíça          | 3ª           | 3                 | 1938            |
| Uruguai        | 2ª           | 1                 | 1930            |

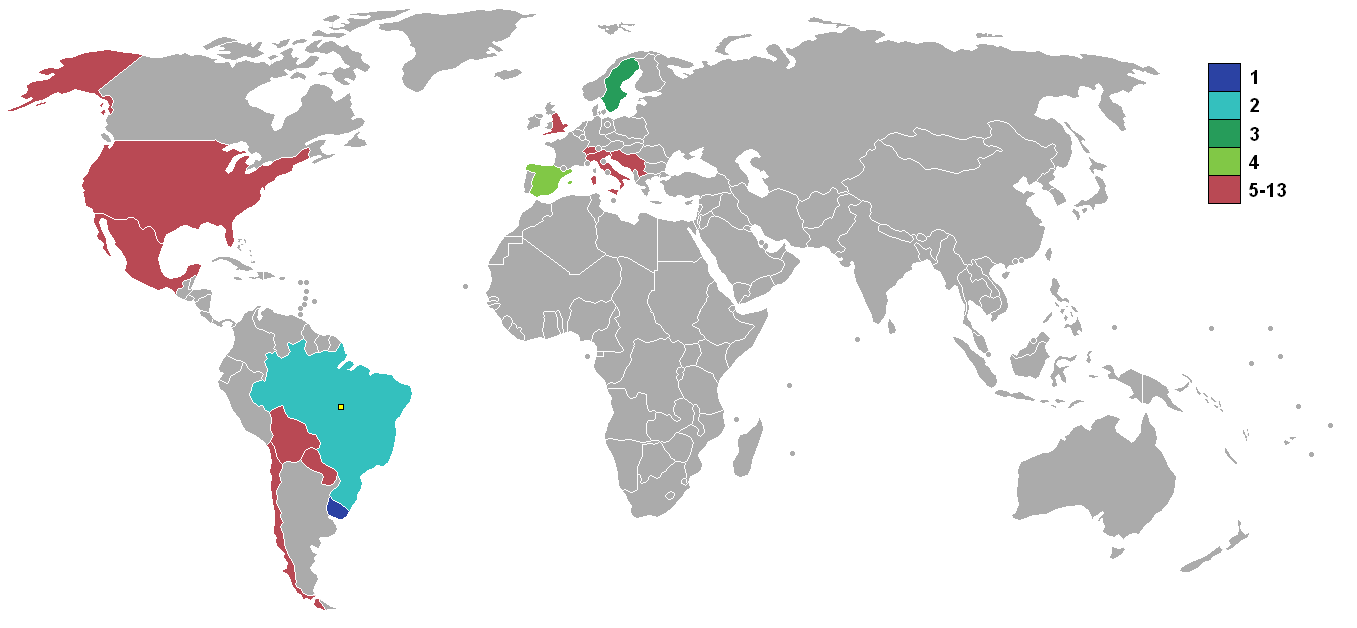
Países classificados

- Escócia,  Índia e  Turquia desistiram após se classificarem.

(s) - classificado automaticamente como país-sede
(c) - classificado automaticamente como defensor do título

## As duas seleções irlandesas
No início de 1950, existiam, efetivamente, duas seleções irlandesas, comandadas por associações rivais. Tanto a Irish Football Association, baseada na Irlanda do Norte, quanto a Football Association of Ireland, baseada na República da Irlanda, clamavam jurisdição pelo futebol de toda a Irlanda bem como queriam selecionar os jogadores de toda a ilha. Por causa disso, vários notáveis atletas irlandeses desta era jogaram por ambos os times. Quatro jogadores, Tom Aherne, Reg Ryan, Davy Walsh e Con Martin, efetivamente jogaram por ambos os times nessas eliminatórias. A Federação Internacional de Futebol interveio, após reclamações da Football Association of Ireland e, subsequentemente, restringiu a elegibilidade dos jogadores baseando-se na fronteira política. Em 1953, a Federação Internacional de Futebol decretou que nenhum time poderia ser chamado de "Irlanda", demandando que o time da Football Association of Ireland fosse oficialmente designado como República da Irlanda, enquanto que o time da Irish Football Association se tornaria a seleção da Irlanda do Norte.

## Classificação automática de equipes sul-americanas
Pela terceira eliminatória consecutiva, as equipes sul-americanas se classificaram automaticamente por causa de desistências. No Grupo 7, Bolívia e Chile jogaram duas partidas entre si, mas estes jogos não são considerados oficiais pela Federação Internacional de Futebol.